# 榎本美鈴
榎本 美鈴（えのもと みすず、1997年9月6日 - ）は、日本の女子レスリング選手。青森県出身。階級は65kg級。身長161cm。

## 来歴
湊中学2年の時から全国中学選抜選手権を2連覇した。八戸工大第一高校に進むと、1年の時にはクリッパン女子国際大会カデットの部で2位、2年の時にはジュニアクイーンズカップ カデットの部、JOC杯カデットの部、アジアカデット選手権でそれぞれ2位になった。3年の時にはインターハイ60kg級で3位だった。2016年に環太平洋大学へ進むと、2年の時にアジアジュニア選手権と全日本学生選手権で2位、全日本選手権では3位となった。3年の時には全日本学生選手権と世界大学選手権で優勝するも、全日本選手権とヤリギン国際大会では2位だった。4年の時には全日本選抜選手権65kg級で優勝するも、その後のプレーオフで敗れたために世界選手権代表にはなれなかった。U-23世界選手権では優勝を果たした。

## 主な戦績
- 2011年 - 全国中学選抜選手権　優勝（57kg級）
- 2012年 - ジュニアクイーンズカップ 中学生の部　3位（57kg級）
- 2012年 - 全国中学生選手権　3位（57kg級）
- 2012年 - 全日本女子オープン選手権（中学生の部）　優勝（62kg級）
- 2012年 - 全国中学選抜選手権　優勝（62kg級）

60kg級での戦績
- 2013年 - ジュニアクイーンズカップ  カデットの部　3位
- 2014年 - クリッパン女子国際大会　カデットの部　2位
- 2014年 - ジュニアクイーンズカップ  カデットの部　2位
- 2014年 - JOC杯カデットの部　2位
- 2014年 - アジアカデット選手権　2位
- 2015年 - インターハイ　3位
- 2015年 - 全日本女子オープン選手権（高校生の部）　3位
- 2017年 - ジュニアクイーンズカップ ジュニアの部　2位（63kg級）
- 2017年 - アジアジュニア選手権　2位（63kg級）
- 2017年 - 全日本学生選手権　2位（63kg級）

65kg級での戦績
- 2017年 - 全日本選手権　　3位
- 2018年 - 全日本選抜選手権　3位
- 2018年 - 全日本学生選手権　優勝
- 2018年 - 世界大学選手権　優勝
- 2018年 - 全日本選手権　2位
- 2019年 - ヤリギン国際大会　2位
- 2019年 - 全日本選抜選手権　優勝
- 2019年 - 全日本学生選手権　3位
- 2019年 - U-23世界選手権　優勝

（出典）